# Black Adam
(Black Adam prima di uccidere Sabbac nell'omonimo film)
Black Adam, il cui vero nome è Theo-Adam o Teth Adam, è un personaggio dei fumetti statunitensi pubblicati da DC Comics.
Ha ottenuto i poteri del tuono derivanti dall'Antica Magia che governava le Leggi del Mondo dal Mago Shazam; originariamente pensato per comparire in una sola storia, divenne un nemico abituale della Famiglia Marvel. Col tempo si definisce come uno dei tre arcinemici di Capitan Marvel (tra cui il Dottor Sivana e Mr. Mind), creato dallo stesso Mago per opporvisi. Nel corso di diversi decenni di pubblicazione il personaggio è andato incontro a diversi retcon della sua storia, processo supportato dal fatto che è stato pubblicato da 2 case editrici quali la Fawcett Comics (dal 1945 al 1956) e in seguito dalla DC Comics (dal 1973). Con gli anni è stato ridefinito nel ruolo passando da supercriminale ad antieroe ed alleato della Justice Society, seppure con una certa riluttanza e malinconia. Nel corso della sua lunga vita editoriale ha avuto tre origini differenti, l'ultima versione e quella canonica alle attuali pubblicazioni DC è stata concepita da Geoff Johns e Gary Frank (dal 2012).
È stato più volte inserito nella classifica stilata dal sito IGN sui cento più grandi supercriminali nella storia dei fumetti.

## Biografia del personaggio

### Versione della Fawcett Comics
La versione originale di Black Adam esordì in una storia di Capitan Marvel, come di un antico egizio di nome Teth-Adam che fu scelto dal Mago Shazam come suo successore; quando Teth-Adam pronuncia il nome del mago, si trasforma in un super umano. Inizialmente il mago gli diede poteri derivanti da divinità greco-romane (anche se più tardi le storie spiegheranno che le iniziali dei nomi di alcuni dei dell'antico Egitto formavano l'acronimo Shazam per Adam, allo stesso modo di quelle delle divinità greco-romane per Capitan Marvel). Deciso a governare il mondo, Adam prese il posto del faraone e si mise sul trono. Il mago, contrariato, gli diede il nome di Black Adam e lo bandì sulla stella più lontana dell'universo dove Adam passò 5000 anni per poi ritornare sulla Terra. Nel tempo che impiegò per ritornare, nel 1945, Shazam aveva scelto altri tre campioni per rimpiazzarlo: Capitan Marvel, Mary Marvel e Capitan Marvel Jr. - la Famiglia Marvel - contro i quali Adam si scontrò ma, dato che i loro poteri si equilibravano, la battaglia andò avanti senza un risultato. Sotto consiglio del mago Shazam, lo Zio Marvel incastrò Black Adam facendogli dire il nome del mago, ritrasformandolo nella sua forma umana ma, dato che aveva più di 5000 anni, si ritrasformò in un mucchio di polvere.
Il disegno originale di Black Adam prevedeva una somiglianza con l'attore Boris Karloff, con l'aggiunta di un paio di orecchie a elica. Adam indossa un costume simile a quello di Marvel, eccetto che le parti rosse sono nere e non usa il mantello.

### Versione della DC Comics

#### Pre Crisis
Il personaggio confluì nell'Universo DC quando la DC Comics acquisì la Fawcett e ricominciò a pubblicare le storie di Capitan Marvel a metà degli anni settanta. Black Adam fu reintrodotto all'interno di una storia in cui veniva riportato in vita dal Dottor Sivana, e combatteva il suo storico nemico in una lunga battaglia; alla fine, com'era già successo in precedenza, Zio Marvel riuscì a fargli dire «Shazam» e Billy Batson lo colpì in tempo prima che si ritrasformasse.

#### Post Crisis
Dopo sporadiche apparizioni, le origini di Black Adam furono ridefinite nel graphic novel di Gerry Ordway, The Power of Shazam!, del 1994, nel quale Teth Adam fu presentato come figlio del faraone Ramses II, cui furono donati, per il suo grande valore, i poteri di Shazam dall'omonimo mago, e fu soprannominato Mighty Adam ("Adam il possente"). Teth fu corrotto da una misteriosa donna rivelatasi essere Blaze, la figlia mezza demone del mago, e uccise suo padre per diventare egli stesso il nuovo Faraone. Shazam, venuto a sapere di ciò, tolse i poteri ad Adam e concentrò i suoi poteri in un ciondolo a forma di scarabeo; inoltre, Teth, tornato alla forma umana, invecchiò velocemente sino a diventare un cadavere, e fu rinchiuso, assieme al ciondolo, in un'antica tomba. Il suo nome fu ricordato come "Khem Adam" ("Adam il nero"). Nel tardo XX secolo, un archeologo di nome Theo Adam, in compagnia dei coniugi Batson, trovò il ciondolo e rimase ossessionato dal medesimo; uccise così i due collaboratori e reclamò per sé il possesso dell'artefatto. Tempo più tardi, Theo incontrò il figlio dei Batson, Billy, cui il mago Shazam aveva assegnato i suoi poteri, trasformandolo nell'eroe Capitan Marvel. L'uomo, allora, pronunciò la parola magica e si trasformò in Black Adam, iniziando uno scontro che lo vide sconfitto e condotto dal Mago, il quale cancellò le sue memorie e gli tolse la voce. La soluzione si rivelò solo temporanea, siccome entrambe gli vennero ridate dal demone Blaze.
Successivamente, le personalità di Black Adam e di Theo Adam si separarono, ed il primo iniziò un tentativo di redenzione. La mente di Theo continuò ad avere influenza su di lui in alcuni casi, costringendolo, ad esempio, a combattere la Justice Society. In seguito, però, Adam si unì al medesimo supergruppo, causando screzi con altri membri, soprattutto con colui che era stato a lungo il suo peggior nemico, Capitan Marvel. In questo periodo, le sue origini vennero leggermente modificate: Adam non proveniva più dall'Egitto, ma dall'immaginaria nazione nordafricana del Kahndaq.
Black Adam lasciò, più tardi, la JSA e, assieme ad altri supereroi, tra cui Hawkman ed Atom Smasher, effettuò un colpo di Stato a Kahndaq, diventandone, con il benestare della Justice Society, il dittatore. Il personaggio, successivamente, ricoprì un ruolo importante in Crisi infinita, in cui fu membro della Società segreta dei supercriminali, e lavorò inconsciamente per Alexander Luthor Jr.; catturato da questi nel suo piano per ricreare il Multiverso, fu poco dopo liberato da Superboy e Nightwing, unendosi a loro nella battaglia contro il Superman-Prime, durante la quale uccise lo Psico-Pirata.

#### New 52
Nel nuovo universo DC, The New 52, Adam è uno schiavo proveniente dall'antico Kahndaq, che ottenne i poteri dal mago Shazam per liberare il mondo dai Sette Peccati, prima di venire rinchiuso in una tomba dallo stesso mago per aver ucciso il dittatore dello stato. Fu risvegliato, secoli dopo, dal Dottor Sivana, che voleva usare la sua magia per aiutare la sua famiglia; invece, Adam iniziò ad uccidere i "moderni dittatori" e a risvegliare i Sette Peccati, sparsi per il mondo. Sulla sua strada, incontrò Billy Batson, il nuovo guerriero scelto da Shazam, con cui ebbe uno scontro che lo vide infine vincitore; Batson, tuttavia, lo convinse a tornare alla forma umana, riducendolo in cenere (essendo vissuto per quasi cinquemila anni solo grazie ai suoi poteri magici). I suoi resti furono portati dallo stesso eroe in Kahndaq.
Contemporaneamente agli eventi di Trinity War, Black Adam fu riportato in vita da due fratelli membri dei ribelli del Kahndaq, Adrianna ed Amon Tomaz; una volta rinato, uccise il dittatore dello stato e ne prese il controllo. In quel momento, il Sindacato del crimine giunse da Terra-3 nel suo Universo, causando un black-out globale per proiettare, su qualunque schermo televisivo, la scritta «Questo mondo ci appartiene», cui il nuovo sovrano del Kahndaq risponde con un «Questo mondo non appartiene a nessuno!»

## Poteri e abilità
Quando Teth Adam pronuncia la parola magica "Shazam", si trasforma in Black Adam e gli vengono conferiti i poteri dei seguenti antichi dei egiziani:
| S | per la resistenza di Shu  | Usando la resistenza di Shu, Black Adam può sopportare e sopravvivere alla maggior parte degli assalti fisici. In più, non ha bisogni di mangiare, dormire o respirare. |
| H | per la velocità di Heru   | Tramite la velocità di Heru, Black Adam può volare e muoversi a velocità superiore anche a quella della luce. |
| A | per la forza di Amon      | Black Adam possiede un'incredibile super-forza, ed è in grado facilmente di piegare l'acciaio, spaccare i muri con un pugno e spostare oggetti pesantissimi. La forza di Adam è tale che riesce facilmente a tener testa a Superman e Capitan Marvel, sebbene alcuni pensino che possa addirittura batterli; in un'occasione riuscì addirittura a tenere testa all'intera Justice League, Justice Society, e ai Teen titans. Cosa che neanche Superman o Capitan Marvel furono capaci di fare. |
| Z | per la saggezza di Zehuti | Grazie alla saggezza di Zehuti, Black Adam ha accesso istantaneo a una vasta conoscenza erudita. La saggezza di Zehuti gli fornisce anche consigli e suggerimenti su come agire in tempo di bisogno. |
| A | per la potenza di Aton    | La potenza di Aton permette a Black Adam di volare, oltre a generare il fulmine magico che lo trasforma in Black Adam, aumenta anche le altre sue abilità fisiche, e gli conferisce invulnerabilità fisica e resistenza alla maggior parte degli incantesimi magici. Il potere di Aton, inoltre, lo rende in grado di guarire istantaneamente da qualsiasi lesione gli si possa procurare, semplicemente chiamando a sé il fulmine; con questa capacità Adam è in grado di guarire istantaneamente anche le altre persone. Gli permette anche di effettuare viaggi interdimensionali e teletrasportarsi. Adam può usare il fulmine come arma facendo sì che colpisca il bersaglio da lui designato. |
| M | per il coraggio di Mehen  | Quest'aspetto è innanzitutto psicologico, e conferisce a Black Adam una forza interiore superumana alla quale attingere. La sua resistenza mentale lo rende invulnerabile alla telepatia e al controllo mentale. In alcune rappresentazioni, il coraggio di Mehen fornisce anche un certo grado di invulnerabilità nel caso di un danno. |

Inoltre, i sensi di Adam sono molto acuti. Black Adam è stato ripetutamente descritto come un guerriero che aveva dimostrato di essere altamente abile anche prima che gli fosse stato dato il potere del Mago Shazam.
Nel New 52, oltre alle suddette abilità (che però non presentano più riferimenti alle divinità egiziane, essendo soltanto un "dono" del mago Shazam), mostra di possedere poteri telepatici, riuscendo ad imparare l'inglese leggendo la mente del malvagio Dottor Sivana, e magici: viene mostrato creare scosse elettriche e si rivela capace di pietrificare Ibac, il precedente dittatore del Kahndaq.

## Le tre origini di Black Adam
Nato a livello editoriale nel 1945, il personaggio va incontro a diverse revisioni che inevitabilmente portano a delle modifiche sulle origini dello stesso personaggio che in parte si differenziano da quelle classiche. Ve ne sono tre principali, da quella Golden Age a quella più recente e canonica, in linea con l'attuale continuity delle pubblicazioni DC.

### Versione originale (1945-1985)
Ideata dai creatori del personaggio (Otto Binder, C.C. Beck, Pete Costanza) che fanno esordire Black Adam sulla serie regolare della Fawcett Comics Marvel Family n.1 (pubblicato nel 1945). Qui si narra come migliaia di anni prima un guerriero egiziano di nome Teth-Adam viene scelto per il suo coraggio da un antico Mago di nome Shazam il quale gli garantisce poteri semi-divini al fine di proteggere l'umanità intera e contrastare le forze occulte che minacciavano il mondo. Il potere acquisito corrompe la sua rettitudine e lo porta ad una volontà di dominio e distruzione. Assume il nome di Black Adam e si oppone ai moniti e al controllo del suo stesso creatore, ovvero il Mago Shazam. Ma il Mago Shazam non ha pietà di lui di fronte a questa ribellione e lo punisce scagliandolo nello spazio dove si ritrova isolato dalla razza umana per più di 5000 mila anni. In questo periodo, che lo porta ai confini della follia, trova un minimo di lucidità per tentare un viaggio interstellare durato 5 mila anni per tornare sulla Terra in cerca di una vendetta dettata da una mente ormai compromessa dall'isolamento e la follia. Nel frattempo la storia dell'umanità ha portato a cambiamenti epocali ma Shazam ha bisogno di alleati per contrastare la furia di Black Adam. A tal fine trova un prescelto in un ragazzino newyorkese orfano dall'animo nobile e gentile quale Billy Batson. Gli dona così i poteri che lo trasformano in Capitan Marvel che a sua volta forma un team di super eroi conosciuto come Marvel Family. La scelta questa volta si rivela corretta e Capitan Marvel prevale su un furioso e implacabile Black Adam. La sfida tra i due personaggi è però solo al primo round e l'antico guerriero egiziano è destinato a divenire la nemesi del super eroe ora conosciuto nelle pubblicazioni DC Comics come Shazam, nome che per motivi di copyright ha sostituito quello di Capitan Marvel. Le origini del personaggio qui narrate sono canoniche con la continuity dell'epoca classica (dal 1945 al 1956) e rimangono più o meno invariate anche dopo l'acquisizione del personaggio da parte della DC Comics nel 1972 che lo inserisce all'interno del primo multiverso DC, destinato però a terminare nel 1985 con Crisi sulle Terre infinite. Capitan Marvel viene infatti introdotto nella continuity principale dell'Universo DC solo dopo il 1986 (periodo post-crisis) e la sua prima importante partecipazione avviene nella miniserie evento Legends del 1986. Prima di allora nel periodo che copre che gli anni 1973-1984, le sue storie si svolgono in una delle varie Terre alternative del primo Multiverso DC il cui nome è Terra-S e dove di fatto rimangono canononiche tutte la avventure del personaggio pubblicate dalla Fawcett Comics.

### Originipost-Crisie nel secondo Multiverso DC (1986-2012)
Dopo l'evento Crisi sulle terre infinite, Capitan Marvel viene introdotto nell'Universo DC, ora non più un Multiverso. Dopo il 1973 la DC Comics l'aveva relegato insieme ai personaggi Fawcett Comics su una terra parallela di nome Earth S facente parte del primo Multiverso DC. Ora però, dopo la sua distrizuione e la formazione di un nuovo Universo DC l'iconico personaggio entra a far parte pienamente della nuova continuity DC. Questo avviene attraverso la miniserie del 1986 Legends di John Ostrander, Len Wein, John Byrne, dove diversi personaggi vengono introdotti nell'Universo DC mentre altri subiscono una revisione del loro ruolo. Il tutto vede sullo sfondo un attacco alla Terra di Darkseid. Le origini e la mitologia che ruota intorno a Black Adam e Capitan Marvel hanno bisogno di un aggiornamento. Una prima revisione viene apportata da Jerry Ordway nel graphic novel The Power of Shazam! pubblicato nel 1994 a cui segue una serie regolare di discreto successo della durata di 47 numeri (dal marzo 1995 al marzo 1999). La serie vede poi l'aggiunta di 2 albi extra quali il n.48 del marzo 2010, un tei-in alla saga Blackest Nightche vede Osiris tornare dal mondo dei morti a minacciare la Shazam Family. Vi è poi l'albo The Power of Shazam n.1000000, collegate a DC One Million, universe-wide crossover di Grant Morrison. Nella nuova serie regolare degli anni novanta le origini di Capitan Marvel sono descritte in maniera non troppo dissimile a quello narrato nelle origini classiche. Quelle di Black Adam però rimangono più vaghe e non subiscono una radicale modifica. A questo vi pone rimedio Geoff Johns che ha modo di rinarrarle nella serie di successo sulla JSA. Tale nuova versione del personaggio rimane valida e subisce ulteriori minori cambiamenti quando lo stesso Geoff Johns ottiene il via libera per reintrodurre un nuovo Multiverso DC (dal 2006) dopo che per quasi vent'anni la DC aveva cercato di mantenere compatta la continuity delle sue pubblicazione in un unico Universo narrativo. La "origin story" di Black Adam in questa nuova fase per le pubblicazioni DC Teth-Adam è un guerriero egiziano che vive in Egitto durante la 19th Dinastia. Qui viene scelto da un antico mago di nome Shazam che lo seleziona come guerriero degno di possedere poteri divini e difendere la Terra dalle minacce occulte che minacciano l'antica Magia, vero epicentro dello sviluppo ed evoluzione per l'umanità. Quando Teth-Adam pronuncia la parola «Shazam!» si trasforma in Mighty Adam detentore del potere del Fulmine e di poteri magici la cui origini predatano la stessa civiltà egiziana. Mighty Adam diventa un alleato e servitore del Faraone Prince Khufu, seguendo le direttive di Shazam e portando sulla Terra e nel Regno egiziano un periodo di pace e tranquillità. Dopo la morte di Khufu comincia però a maturare ambizioni di grandezza e dominio personale sull'Egitto e gli altri regni conosciuti. Questo lo porta ad azioni dispotiche e guerrafondie, viene temuto dagli stessi egiziani che lo soprannominano "Khem-Adam" il cui significato è Black Adam. Shazam non può permettere che il suo campione umano perda il controllo e di conseguenza gli toglie i poteri che vengono racchiusi in un amuleto a forma di scarabeo e rinchiusi nella tomba di Ramses II. Qui viene ritrovato da due archeologi, i genitori di Billy Batson, e il manufatto dona i suoi poteri ad un loro aiutante di nome Teo Adam il quale diventa la nuova versione di Black Adam ereditandone le memorie e i poteri. Shazam ha bisogno di un nuovo campione che possa contrastarlo e sceglie il figlio degli stessi archeologici brutalmente uccisi dalla furia di Adam. Il nome del ragazzino è Billy Batson e quando pronuncia la parola «Shazam!» diviene Capitan Marvel il quale riesce a fermare Black Adam che però non risulta più essere un personaggio totalmente negativo e dominato da deliri di onnipotenza. Black Adam,  memore delle sue gesta eroiche al servizio di Khufu e volendo redimersi decide in più occasioni di schierarsi dalla parte dei super eroi tanto che entra saltuariamente a far parte del line-up della nuova Justice Society of America. Si tratta della versione dello storico gruppo le cui storie sono ideate da Geoff Johnson e si collocano dopo l'universe-wide crossover Zero Hour: Crisis in Time.

### Origini nel terzo Multiverso DC (dal 2013)
Si tratta delle origini del personaggio canoniche con gli albi attualmente pubblicati dalla DC Comics. Sono state ideate da Geoff Johns e Gary Frank e vedono sostanziali modifiche rispetto alle precedenti. Vengono pubblicate come back story sulle pagine della serie Justice League (2011) nei nn.0,7-11,14-16,18-21 (tra il 2012 e il 2013).
Il luogo di nascita di Adam è una zona imprecisata della Mesopotamia migliaia di anni fa in un periodo che predata la storia da noi conosciuta. Il nome della città è Kahndaq ed è lo stesso insediamento dove è nato tempo prima il Mago Shazam, facente parte del Consiglio dell'Eternità all'interno di una fortezza mistica chiamata Roccia dell'Eternità dove risiedono i maghi più potenti della Terra, coloro responsabili di proteggere l'umanità e mantenere l'equilibrio tra i Regni. Un giorno su Kahndaq discende dal nord un'orda barbarica comandata da Ibac, facente parte di un popolo razziatore e nomade che è stato tramandato dal mito con l'appellativo Gli uomini che inventarono il Male. Ibac schiavizza la popolazione e tra quella che scampa ai massacri vi è un ragazzino di nome Aman e suo zio Adam. Ad entrambi è stata uccisa la famiglia e ora vivono compiendo lavori forzati nelle miniere. Il Mago Shazam ha bisogno di un Campione sulla Terra che abbia il potere del Fulmine e fermi Ibac. Individua in Aman il candidato perfetto in quanto nobile di cuore e capace di gestire poteri di origine magica che gli doneranno uno stato semidivino. Aman sta però accudendo lo zio Adam che è ferito gravemente dopo un tentativo di fuga. Aman accetta la proposta di Shazam ma vuole che anche Adam ottenga gli stessi poteri e venga guarito. Il Mago accetta ma non si rende conto che suo zio non ha la stessa nobiltà d'animo del nipote e le violenze subite lo hanno portato a maturare rabbia e odio. Quando avviene la trasformazione attraverso la pronuncia di «Shazam!» i due ottengono i poteri di colui che conosciamo come Capitan Marvel. Adam si propone di sterminare il popolo di Ibac e usare tali poteri per dominare le terre conosciute ma il nipote vuole il perdono e l'utilizzo di tali poteri solo in caso di stretta necessità e non per stabilire un nuovo ordine nel Mondo. Adam non è d'accordo e viene corrotto dalla nuova sensazione di onnipotenza. Mentre il nipote si trova nel suo stato di ragazzino, lo zio arriva ad ucciderlo, non vuole ostacoli di fronte ai suoi piani di grandezza. Nasce così il mito oscuro di Black Adam il quale però in un periodo sconosciuto viene imprigionato, probabilmente dagli stessi Maghi sopravvissuti della Roccia dell'Eternità. La sua tomba/prigione (per migliaia di anni) si trova in una località a 72 kilometri a nord dell'attuale Baghdad sepolta sotto un'antica città il cui stesso nome è andato perduto. Qui viene riscoperta dal Dottor Sivana, un archeologo con interessi nell'antica magia il quale è alla ricerca di questo misterioso personaggio di cui si è tramandato il mito. In maniera incauta demolisce il muro magico della tomba e Black Adam torna ad essere libero dopo migliaia di anni nell'attuale ventunesimo secolo. La sua tomba viene scoperta per caso e il muro presenta simboli sconosciuti e testo di una lingua troppo antica per essere tradotta. Si riconosce però chiaramente il simbolo del Fulmine dipinto sul petto sia di Black Adam sia di Capitan Marvel così come l'intera Marvel Family. Ma Sivana ha passato una vita a studiare scienze esoteriche e conosce la parola «Shazam!» che una volta pronunciata scatena nuovamente il potere di Adam. Gli altri membri della spedizione vengono uccisi ma Sivana si salva perché promette al redivivo Black Adam di portarlo dal Mago Shazam, il suo creatore e il suo carceriere. Shazam avverte il ritorno del suo vecchio Campione e a malincuore deve trovare un nuovo mortale a cui donare i poteri che lo trasformeranno nel super eroe denominato prima Capitan Marvel e poi semplicemente Shazam!.

## Pubblicazioni in lingua originale
In questo paragrafo sono inserite le opere dedicate espressamente al personaggio.
- Black Adam: Regno Oscuro, titolo della raccolta in volume che contiene JSA nn.56-58 e Hawkman nn-23-25. Geoff Johns (testi) & AA.VV. (testi e disegni), crossover tra 2 serie regolari, 2004.
- World War III nn.1-4, Keith Champagne, John Ostrander (testi) - Peter Olliffe, Drew Geraci, Andy Smith, Ray Snyder, Tom Derenick, Norm Rapmund, Jack Jadson, Rodney Ramos (disegni), limited.series di 4 albi, universe-wide crossover, giugno 2007.
- Black Adam nn.1-8, Peter Tomasi (testi) e Dough Mahnke  - Christian Alamy (disegni), limited-series (conclusa). ottobre 2007 - marzo 2008.
- Black Adam and Isis, Trade Paperback di Geoff Johns-Lilah Surges (testi) e Dale Eaglesham, Fernando Passarin, Jerry Ordway, rcaccoglie un arco narrativo di Johns sulla JSA che deve affrontare Black Adam e vi è il bonus di una storia auto-conclusiva dal titolo Black Adama ruined my byrthday con protagonista Star Girl, 28 settembre 2010.
- Future State: Shazam!/Black Adam, titolo del volume che raccoglie le seguenti miniserie Future State: Shazam nn.1-2, Future State: Suicide Squade nn.1-2, Future State: Swamp Thing nn.1-2, 2021.
- Black Adam (Vol.2) dal n.1, Peter Priest (testi) e Rafa Sandoval (disegni), limited-series, dall'agosto 2022.
- Black Adam: The Justice Society Files nn.1-4, Cavan Scott, Brian Q.Miller (testi) & AA.VV. (disegni), limited-series, settembre-dicembre 2022.

## Altri media

### Animazione
- Black Adam è l'antagonista principale del film cortometraggio d'animazione Superman/Shazam!: The Return of Black Adam (2010).
- Black Adam compare nuovamente come antagonista principale nel film d'animazione LEGO DC: Shazam - Magic & Monsters (2020).
- Black Adam esordisce ufficialmente al cinema nella scena dopo i titoli di coda del film d'animazione DC League of Super-Pets (2022).

### Cinema

Black Adam interpretato da Dwayne Johnson nell'omonimo film del 2022

Black Adam appare ufficialmente come protagonista e antieroe nell'omonimo film del DC Extended Universe (DCEU) del 2022, interpretato da Dwayne Johnson. In questa versione del personaggio egli era un umile cittadino di Kahndaq di nome Teth-Adam, che viveva con la sua famiglia sotto il regno tirannico dell'oscuro sovrano Ahk-Ton. Il giovane figlio Hurut venne scelto dal Consiglio dei sette maghi come loro campione, ma si sacrificò per donare i propri poteri al padre, ferito dai sicari del tiranno: ottenuti vari superpoteri come la superforza, il volo e la capacità di lanciare fulmini, Adam divenne un freddo e spietato vendicatore e distrusse Kahndaq, liberando sul mondo i Sette Peccati Capitali e portando il consiglio dei maghi ad imprigionarlo dopo una battaglia mortale. Nel presente Adam viene accidentalmente liberato dall'archeologa Adrianna Tomaz e massacra brutalmente le orde dell'Intergang, che hanno occupato Kahndaq. Stringendo amicizia con Adrianna e suo figlio adolescente Amon, Adam finisce per affrontare una squadra di metaumani supereroi, la Justice Society, inviata dall'agente governativa statunitense Amanda Waller, instaurando inizialmente un rapporto di rivalità con Hawkman (Carter Hall). Dopo aver ucciso brutalmente il malvagio leader dell'Intergang e l'ultimo discendente del re Ahk-Ton, Ismahel Gregor, rischiando di uccidere Adrianna e Amon, Adam rivela ad Hawkman le proprie origini e decide di farsi rinchiudere per non rappresentare più un pericolo. Viene tuttavia liberato ed esortato a combattere dal Dottor Fate (Kent Nelson) e aiuta la Justice Society affrontando e sconfiggendo Gregor, nel frattempo divenuto l'infernale demone Sabbac. Black Adam sceglie quindi di rimanere a Kahndaq diventandone il loro protettore, minacciando Waller e ritrovandosi faccia a faccia con Superman in persona, che suggerisce che i due debbano parlare.

### Televisione
- Black Adam è apparso nelle serie animate The Kid Super Power Hour with Shazam!, Justice League Unlimited, Batman: The Brave and the Bold, Young Justice, Justice League Action e Harley Quinn.

### Videogiochi
- Black Adam è apparso nei videogiochi LEGO Batman 2: DC Super Heroes, DC Universe Online, LEGO Batman 3: Gotham e oltre, DC Unchained, LEGO DC Super-Villains e MultiVersus.
- Black Adam compare anche nei videogiochi Injustice: Gods Among Us e Injustice 2.